# HIDランプ
HIDランプ（エイチ・アイ・ディ・ランプ、英語：high-Intensity discharge lamp、HID lamp）は、金属原子高圧蒸気中のアーク放電による光源である。高圧水銀ランプ、メタルハライドランプ、高圧ナトリウムランプの総称であり、高輝度放電ランプ (こうきどほうでんランプ)ともいう。
電極間の放電を利用しているためフィラメントがなく、白熱電球と比べて長寿命・高効率である。メタルハライドランプはテレビや映画などの演出照明分野でも、その高輝度、高効率、太陽光と色温度が近い、などの特徴をいかし、ロケーション照明の主力となっている。1990年代よりシールドビームやハロゲンランプに代わって自動車や鉄道車両などの前照灯に用いられるようになってきていたが、製品に水銀を含むことなどから2010年代以降はLEDに取って代わられつつある。

## 特徴
- 光束が大きく、大規模空間の照明に適している。
- 電球やハロゲンランプに比べエネルギー効率が良いため消費電力が少なく寿命も長い。
- 低圧放電灯に比べ、一般に演色性が高い。

## 構造
水銀ランプは硬質ガラス製の「外管」の中に石英ガラス製の「発光管」があり、その発光管を物理的に支えながら電気を供給する「金属部材」が収容されている。発光管の両端に「電極」が装着され、その両極間で発生する放電作用により内部に封入された水銀とアルゴンガスの水銀原子が発光する。外管内には窒素ガスが封入されており、高温による金属部材の酸化を防ぐ。
水銀のほかにナトリウムやスカンジウムなどの金属ハロゲン化物 (メタルハライド)を発光物質として封入したものをメタルハライドランプといい、発光管に高温ナトリウム蒸気に耐える透光性アルミナセラミックスを使用し、ナトリウムを封入したものを高圧ナトリウムランプという。

## 原理
発光原理は電極から放出される電子が対極へ引かれる途中、水銀原子が光を放出する。基本原理は蛍光ランプと同じである (蛍光ランプの点灯の仕組みを参照)。低圧放電の蛍光ランプは紫外線が多いのに比べて、HIDランプは点灯中の水銀原子の密度と温度が圧倒的に高く、可視スペクトルを多く放射する。ただし発光管が高温になる必要があるため、スイッチを入れてから安定して発光するまで4 - 8分かかる。

## 点灯
HIDランプを点灯させるためにはフィラメントを内蔵した水銀ランプ（チョークレス水銀ランプ、バラストレス水銀ランプ）以外は蛍光ランプと同様「安定器」が必要である。

### 安定器の種類
ランプ電流の制限、安定した点灯のためにランプの種類や電源電圧、使用目的などに応じて種々の安定器がある。
- 一般形
  - 低力率:小型、軽量でイニシャルコストも安い。
  - 高力率:低力率形安定器に力率改善用コンデンサを内蔵したもの。
- 低始動電流形:始動時入力電流が一般型安定器と比べて少ない。
- 定電力形:始動時、無負荷時入力電流が安定時入力電流より少ない。

## 応用

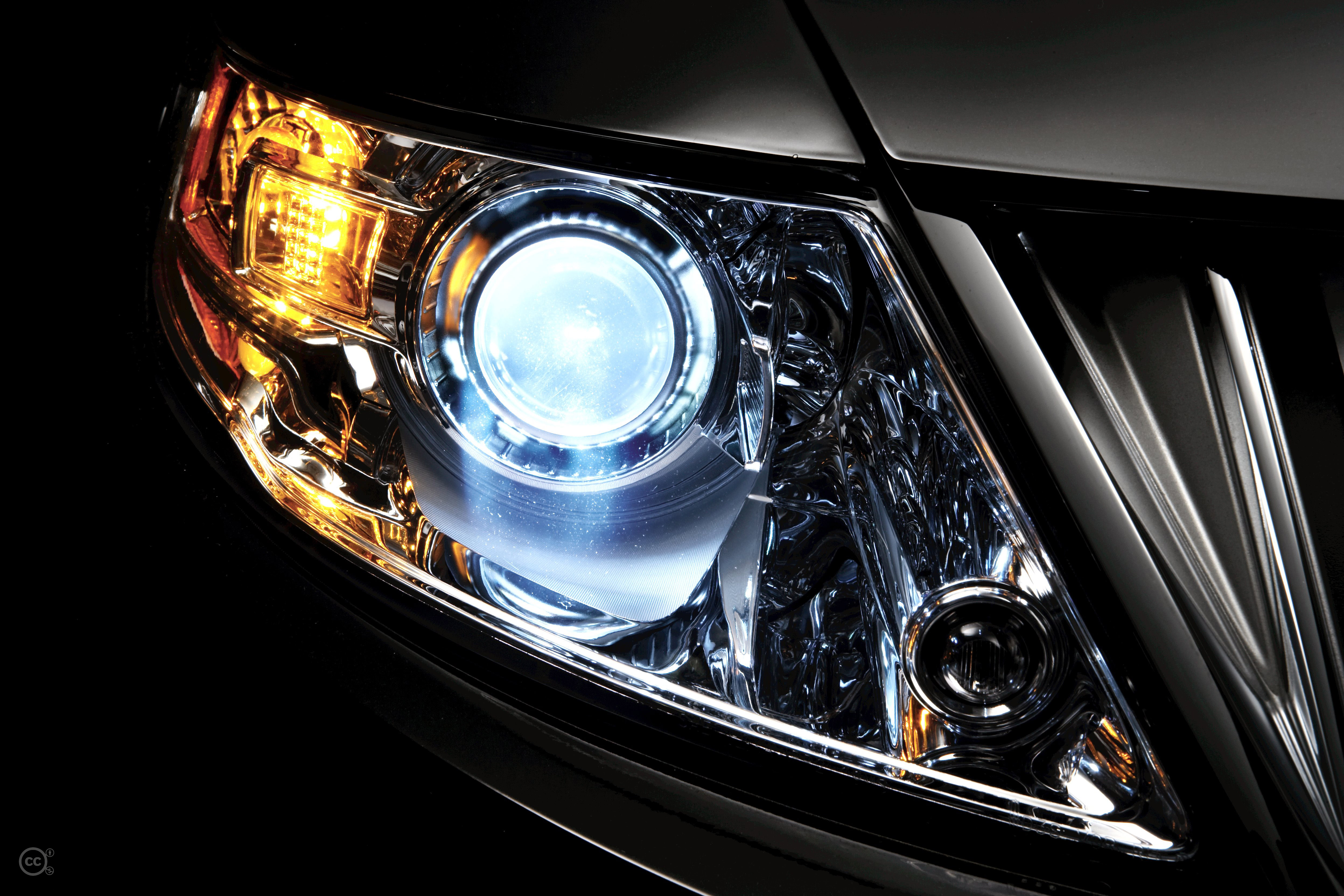
自動車のディスチャージヘッドランプ
2009年式 リンカーン・MKS

自動車やオートバイの高性能な前照灯として用いられ、ディスチャージヘッドランプと呼ばれることもある。ハロゲンランプのフィラメントに比べHIDランプのアークは点光源に近いため配光制御が容易で、指向性の高い照明が可能で遠くまで照らすこともできる。ただし、ハロゲンランプよりも配光が不安定で、配光範囲に明るいところと暗いところのいわゆるムラが生じるときがある。(特に後付けのHIDランプは、純正のライトリフレクターがハロゲンランプに適合した反射となるよう設計されているため、発生しやすい。)
点灯後明るくなるまでに時間がかかるためハロゲンランプのようにハイビーム　ロービームを切り替えて使うことは出来ない。
そのため、ロービームのみをHIDとし、ハイビームはハロゲンとするか、あるいは常時点灯とし反射板の方向を機械的に切り替えてハイ､ロー切り替えとする場合が多い。
趣味性の高いオーナーの車両ではファッションの一環として色温度の高い青みを帯びた光とすることがあるが、色温度が4000ケルビン (K)以上の光になると雨、雪、霧などの悪天候時の視認性が低下する。また、体感できる光量も減じたように感じる。車検での色温度の上限は検査官の認識によるところもあるが、一般的に6000ケルビン (K)であるとされている。

## 廃棄
いずれのHIDランプも内部に水銀等の有害物質を含んでいる為、点灯中に破損した場合、水銀等の有害物質が拡散する可能性がある。廃棄時にはそれらの有害物質により環境汚染の原因ともなり、また使用されている希少金属類の再資源化のため、適切に回収される必要がある。